# Schizonium amplum
Schizonium amplum är en mångfotingart som beskrevs av Chamberlin 1962. Schizonium amplum ingår i släktet Schizonium och familjen storjordkrypare. Inga underarter finns listade i Catalogue of Life.